# Macroteleia africana
Macroteleia africana är en stekelart som först beskrevs av Jean Risbec 1957.  Macroteleia africana ingår i släktet Macroteleia och familjen Scelionidae. Inga underarter finns listade i Catalogue of Life.